# Johannes Droste
Johannes Droste (Grave, 28 mei 1886 – Leiden, 16 september 1963) was een Nederlandse wiskundige en theoretisch fysicus. Hij was eerst lector (benoemd in 1919) en daarna hoogleraar wiskunde (1930-1956) aan de Universiteit Leiden.

## Biografie
Na de hogereburgerschool in Delft begon hij in 1903 aan een studie werktuigbouwkunde aan de Polytechnische Hogeschool Delft (huidige TU Delft). Na twee jaar brak hij deze studie voortijdig af om na het afleggen van een staatsexamen gymnasium bèta wis- en natuurkunde te gaan studeren aan de universiteit van Leiden. Droste promoveerde op 8 december 1916 bij Hendrik Lorentz op een proefschrift met de titel "Het zwaartekrachtsveld van een of meer lichamen volgens de theorie van Einstein".
In 1919 werd Droste, op voordracht van Paul Ehrenfest, aangesteld als lector wis- en natuurkunde aan de Universiteit Leiden. In 1930 volgde hij J.C. Kluijver op als hoogleraar, een aanstelling die hij vervulde totdat hij op zeventigjarige leeftijd met emeritaat ging.

## Werk

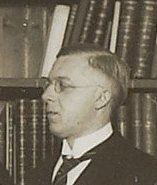
Johannes Droste in 1925

Als vervolg op zijn proefschrift vond hij in 1916 de schwarzschildoplossing van de einsteinvergelijking van de algemene relativiteitstheorie, onafhankelijk van Karl Schwarzschild. Droste publiceerde zijn oplossing vier maanden na Schwarzschild (1917). Eerder (in 1915) had hij het probleem in de door Einstein en Grossmann opgestelde theorie onderzocht en een en ander in 1916 gepubliceerd in de uiteindelijke vorm van de theorie van Einstein. Drostes afleiding was eenvoudiger dan die van Schwarzschild. Zelfs Einstein drukte zijn bewondering voor de oplossing uit in een brief aan Ehrenfest.
Droste bestudeerde ook het n-lichaamsprobleem voor langzaam bewegende lichamen en publiceerde dit onderzoek deels met Lorentz (1917). Omdat het onderzoek echter in het Nederlands (bij de Koninklijke Nederlandse Akademie voor Wetenschappen) werd gepubliceerd, kreeg het minder aandacht dan het werk van Einstein, Leopold Infeld en Banesh Hoffmann op dit gebied rond 1930.
Tot zijn benoeming als hoogleraar maakte Droste deel uit van de groep wetenschappers aan de Leidse universiteit die zich bezig hield met Einsteins relativiteitstheorie. Tot die groep behoorden ook de natuurkundige Willem de Sitter en de Leidse hoogleraren Ehrenfest en Lorentz. Als hoogleraar beperkte hij zich tot het onderwijs in de analyse.

## Promovendi
Tot de promovendi van Droste behoorden de latere hoogleraren Adriaan Zaanen (Delft, Leiden) en Antonie Monna (Utrecht).